# Джьотиша-веданга
«Джьоти́ша-веда́нга» (IAST: Jyotiṣa Vedānga) или «Веда́нга-джьоти́ша» (IAST: Vedānga Jyotiṣa) — древнеиндийский санскритский трактат по астрономии и астрологии, датируемый с большим разбросом, с 1400 по 400 гг. до н.э.. 
Автором трактата принято считать древнеиндийского астронома и астролога Лагадху. 
В тексте трактата описываются правила расчёта движения Солнца и Луны для проведения ведийских жертвоприношений. Трактат можно считать первой работой по математической астрономии в Индии.
До наших дней дошли две редакции «Джьотиша-веданги». Одна из них состоит из 36 стихов и примыкает к «Ригведе», а другая состоит из 45 стихов и примыкает к «Яджурведе». 29 стихов в обеих версиях полностью совпадают.